# Функции Крылова
Функции Крылова (функции Крылова — Дункана) — система из четырёх функций, представляющих собой общее решение дифференциального уравнения:

| {\displaystyle {\frac {d^{4}y}{dx^{4}}}=ay}. | \| \| \| \| \| \| \| \| | (1) |
|                                              |                         |     |
|                                              |                         |     |
Общее решение уравнения (1) при {\displaystyle a\geq 0} выражается как линейная комбинация четырёх функций:
{\displaystyle y(x)=C_{1}\cdot \operatorname {K} _{1}(\beta x)+C_{2}\cdot \operatorname {K} _{2}(\beta x)+C_{3}\cdot \operatorname {K} _{3}(\beta x)+C_{4}\cdot \operatorname {K} _{4}(\beta x)},
где {\displaystyle \beta ={\sqrt[{4}]{a}}}.
Обычно в качестве функций {\displaystyle \operatorname {K} _{1}(x)}, {\displaystyle \operatorname {K} _{2}(x)}, {\displaystyle \operatorname {K} _{3}(x)}, {\displaystyle \operatorname {K} _{4}(x)} используются {\displaystyle e^{x}}, {\displaystyle e^{-x}}, {\displaystyle \sin x} и {\displaystyle \cos x}, но в задачах теории упругости используются функции {\displaystyle \operatorname {K} _{1}(x)}, {\displaystyle \operatorname {K} _{2}(x)}, {\displaystyle \operatorname {K} _{3}(x)}, {\displaystyle \operatorname {K} _{4}(x)} специального вида, называемые функциями Крылова в честь математика А. Н. Крылова, который применил эти функции для описания изгиба балки, лежащей на упругом основании. Иногда их обозначают символами {\displaystyle \operatorname {S} (x)}, {\displaystyle \operatorname {T} (x)}, {\displaystyle \operatorname {U} (x)}, {\displaystyle \operatorname {V} (x)}.
Независимо были введены английским учёным У. Дж. Дунканом.

## Определение

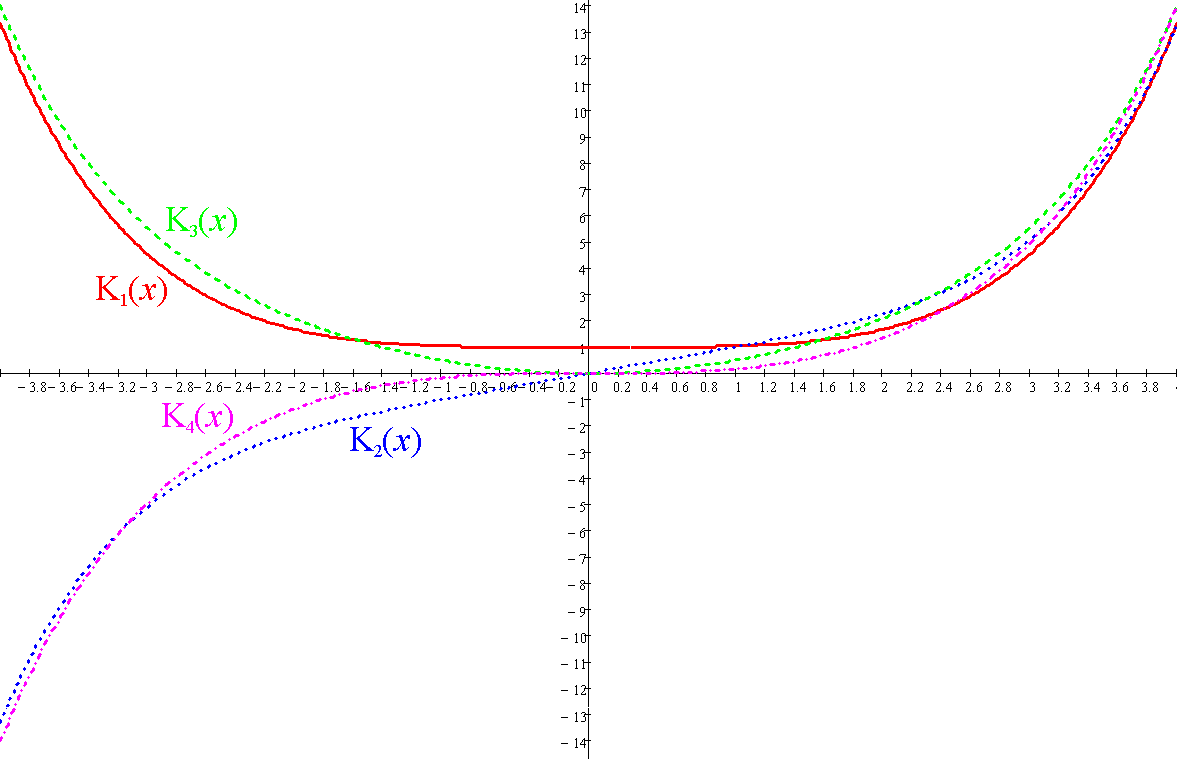
Графики функций Крылова

Функции Крылова выражаются следующим образом:
{\displaystyle \operatorname {K} _{1}(x)={\frac {1}{2}}(\operatorname {ch} x+\cos x)},
{\displaystyle \operatorname {K} _{2}(x)={\frac {1}{2}}(\operatorname {sh} x+\sin x)},
{\displaystyle \operatorname {K} _{3}(x)={\frac {1}{2}}(\operatorname {ch} x-\cos x)},
{\displaystyle \operatorname {K} _{4}(x)={\frac {1}{2}}(\operatorname {sh} x-\sin x)}.
Основное свойство функций Крылова в том, что производная от любой из них даёт предыдущую:
{\displaystyle \operatorname {K} _{1}(x)=\operatorname {K} _{2}'(x)=\operatorname {K} _{3}''(x)=\operatorname {K} _{4}'''(x)=\operatorname {K} _{1}^{IV}(x)}.
Кроме того выполнены следующие начальные условия: при {\displaystyle x=0}, первая функция равна 1, а все остальные равны 0:
{\displaystyle \operatorname {K} _{1}(0)=1}, {\displaystyle \operatorname {K} _{2}(0)=\operatorname {K} _{3}(0)=\operatorname {K} _{4}(0)=0}.

## Функции Крылова — Власова
При {\displaystyle a<0} решение уравнения (1) выражается через функции
{\displaystyle \operatorname {\Phi } _{1}(x)=\operatorname {ch} x\cdot \cos x},
{\displaystyle \operatorname {\Phi } _{2}(x)=\operatorname {sh} x\cdot \sin x},
{\displaystyle \operatorname {\Phi } _{3}(x)=\operatorname {sh} x\cdot \cos x},
{\displaystyle \operatorname {\Phi } _{4}(x)=\operatorname {ch} x\cdot \sin x},
которые называются функциями Крылова — Власова в честь В.З. Власова. Общим решением уравнения (1) при {\displaystyle a<0} является линейная комбинация четырёх функций {\displaystyle \operatorname {\Phi } _{i}(\beta x)} (при {\displaystyle i=1,2,3,4}), где {\displaystyle \beta ={\sqrt[{4}]{-a/4}}}.
Чаще при решении задач используются различные комбинации функций Крылова — Власова, которые также называют функциями Крылова:
{\displaystyle \operatorname {V} _{1}(x)=\operatorname {ch} x\cdot \cos x=\operatorname {\Phi } _{1}(x)},
{\displaystyle \operatorname {V} _{2}(x)={\frac {1}{2}}\left(\operatorname {ch} x\cdot \sin x+\operatorname {sh} x\cdot \cos x\right)={\frac {1}{2}}\left(\operatorname {\Phi } _{4}(x)+\operatorname {\Phi } _{3}(x)\right)},
{\displaystyle \operatorname {V} _{3}(x)={\frac {1}{2}}\operatorname {sh} x\cdot \sin x={\frac {1}{2}}\operatorname {\Phi } _{2}(x)},
{\displaystyle \operatorname {V} _{4}(x)={\frac {1}{4}}\left(\operatorname {ch} x\cdot \sin x-\operatorname {sh} x\cdot \cos x\right)={\frac {1}{4}}\left(\operatorname {\Phi } _{4}(x)-\operatorname {\Phi } _{3}(x)\right)}.
Основные свойства функций Крылова в этом случае почти сохраняются:
{\displaystyle \operatorname {V} _{1}(x)=\operatorname {V} _{2}'(x)=\operatorname {V} _{3}''(x)=\operatorname {V} _{4}'''(x)=-{\frac {1}{4}}\operatorname {V} _{1}^{IV}(x)}.
{\displaystyle \operatorname {V} _{1}(0)=1}, {\displaystyle \operatorname {V} _{2}(0)=\operatorname {V} _{3}(0)=\operatorname {V} _{4}(0)=0}.